# Léon Delsinne
Léon Delsinne (Villaines-la-Juhel[réf. nécessaire], 30 juin 1882 -  11 octobre 1971) était un homme politique belge (PSB).
Léon Delsinne était docteur en sciences économiques, directeur de l'École ouvrière supérieure (1922), rédacteur et directeur du journal Le Peuple peu avant la Seconde Guerre mondiale. 
Actif dans la Résistance, il anime le parti clandestin. Il participe également aux négociations qui aboutissent au Pacte social de 1944.  A la Libération, il devient membre du Bureau du nouveau Parti socialiste et Ministre du Ravitaillement sous les Gouvernements Pierlot V et VI (du 26 septembre 1944 au 31 janvier 1945).  
Il réintègre ensuite sa fonction de directeur du journal Le Peuple jusqu'en 1948, année au cours de laquelle il prend la succession de Louis de Brouckère comme professeur à l'ULB.
Léon Delsinne est par ailleurs auteur de plusieurs ouvrages dont :
- Le parti ouvrier belge, des origines à 1894
- Le mouvement syndical en Belgique